# Iliá Lagutenko
Ilia Igorevich Lagutenko (Илья Игоревич Лагутенко), 16 de octubre de 1968) es el fundador y vocalista de la banda Mumiy Troll.
Nació en Moscú. Poco después de su nacimiento su padre murió y la familia se trasladó a Vladivostok. En la escuela se concentró en el estudio del chino. Cantó en un coro infantil que lo llevó a muchas ciudades de Rusia. A los 11 años Ilya formó su primera banda punk psicodélico llamada «Bunny Pee».
En 1992, se graduó en la Universidad Estatal del Extremo Oriente como especialista en mandarín y en economía de China. Sirvió en la Marina de Guerra Aérea de Rusia. Ilya trabajó en China y Gran Bretaña con una firma de consultoría comercial. En 1983, fundó el grupo de rock Mumiy Troll.
Fue elegido "Hombre del Año 2005" del mes de noviembre por la revista "Glamour" y "Músico del Año" por la GQ muchas veces. Ilya Lagutenko ha cambiado no sólo la música sino también la ropa, los peinados y el comportamiento de los jóvenes de Rusia. Características tales como la franja a lo Lagutenko o las suaves entonaciones parecidas a maullidos fueron adoptadas por una generación entera.
Lagutenko interpretó a un vampiro en la superproducción rusa "Guardianes de la noche" (Ночной Дозор). Su rostro aparece en la portada de la versión norteamericana.
Lagutenko es un partidario muy conocido de la conservación del tigre siberiano. Es socio de AMUR, una asociación británica-rusa para proteger a los tigres y su hábitat, y nombró a un álbum de Mumiy Troll Amba, por la palabra indígena que designa a los tigres en el Extremo Oriente ruso. Mumiy Troll fue el primero en apoyar las actividades de la organización PSI en la lucha contra el sida en Rusia.